# Jo Cals
Jozef Maria Laurens Theo "Jo" Cals, född 18 juli 1914 i Roermond, död 30 december 1971 i 's-Gravenhage, var en nederländsk politiker inom det kristdemokratiska Katolska Folkpartiet (KVP) som var premiärminister från 14 april 1965 till 22 november 1966.